# Santana de Morrinho
Santana de Morrinho is een Kaapverdische voetbalclub. De club speelt in de Maio Island League (Eiland Divisie), op Maio, waarvan de kampioen deelneemt aan het Kaapverdisch voetbalkampioenschap, de eindronde om de landstitel.
Académica da Calheta · Académico 83 · Barreirense · Beira Mar · Cruzeiro · Figueirense · Miramar · Morrerense · Real Marítimo · Onze Unidos · Santana